# Pierre Brandon
Pierre Brandon, conegut amb el nom de guerra de «Balzac», (Tunis, 1 de juny de 1915-Lagny-sur-Marne, 15 d'agost de 2003) va ser un advocat i activista polític comunista francès. Com a membre de la coalició de resistència antifeixista Front Nacional, en va ser responsable a Tolosa de Llenguadoc, a Lió i després a les Boques del Roine. També va ser un dels fundadors dels diaris comunistes de la resistència La Marseillaise i Le Patriote Martiguais.

## Trajectòria
El seu pare, originari d'Amsterdam, va ser un petit comerciant de sabates. Pierre Brandon va començar els estudis de Dret a la ciutat d'Alger. El 1934, quan encara era una estudiant totalment desconegut per la policia, va servir de vincle entre el Partit Comunista Francès a Algèria i els organitzadors metropolitans de la manifestació del 12 de febrer.
Després, va treballar a França al despatx de Vincent de Moro-Giafferi. També va col·laborar amb el grup parlamentari comunista i va publicar articles al Correspondant parlementaire. Amb l'ocupació nazi de França es va unir a la Resistència francesa. Després de l' alliberament, va reprendre les seves activitats com a advocat i, sobretot, va fer campanya pel Socors Popular Francès (Secours populaire français, SPF). Va passar el final de la seva vida al municipi de Villiers-sur-Marne, situat al departament de Val-de-Marne, i va morir al centre hospitalari de Lagny-sur-Marne.

## Resistència
Mobilitzat al començament de la guerra, es va convertir en secretari del general que dirigia l'administració de la regió militar a Caors. Desmobilitzat el juliol de 1940, a continuació es va refugiar a Tolosa de Llenguadoc i, durant la Resistència, va ser contactat per Georges Marrane i va actuar la zona lliure. Va triar el pseudònim de «Balzac» i, successivament, va esdevenir responsable del Front Nacional de Tolosa de Llenguadoc i Lió. Perquè estava perseguit o perquè la Resistència li va ordenar, l'advocat es va transformar a la clandestinitat en xef, botiguer, estibador, inspector financer, paleta, comptable i conductor de camions de sabó.
L'octubre de 1943 va arribar a Marsella i va prendre el relleu de Marcel Guizard al capdavant del Front National a les Boques del Roine, on hi tenia previst publicar un diari imprès. El doctor Paret el va posar en contacte amb Eugène Tournel, impressor a Ais de Provença, per dur a terme aquest projecte. Així, es va crear La Marseillaise, «òrgan del Front Nacional de les Boques del Roine». El primer número, amb data d'1 de novembre de 1943, va ser de 15,000 exemplars. Brandon va escriure i va fer imprimir els primers números.
A finals de novembre de 1943 va conèixer a Georges Galdy, líder local del Front Nacional a Lo Martegue. Després de la publicació de La Marseillaise, Galdy li va demanar d'imprimir també Le Patriote Martiguais, el diari del Front Nacional a Lo Martegue. Dos números del diari van aconseguir aparèixer el gener i el març de 1944 abans que la impremta fos descoberta per la Gestapo. Durant el mateix període va fundar Le Patriote Niçois, del qual va ser nomenat director a Libération. El 1944, sota la presidència de Raymond Aubrac, va ser un dels cinc membres del Comitè d'Alliberament Regional de Marsella com a representant del col·lectiu Franctiradors i Partisans (Francs-tireurs et partisans, FTP) i del Front National.

## Activitats solidàries
Com a advocat del Socors Popular Francès, el 1938 i 1939 va defensar els exiliats del bàndol republicà espanyol refugiats a França davant els tribunals penals del Sud o al camp de concentració d'Argelers, entre d'altres llocs. En aquest sentit, es va deixar tancar, amb dos periodistes més, per conèixer i denunciar les condicions de vida dels interns dels diferents camps.
El 1948, durant la repressió de la gran vaga dels miners, va preconitzar en nom dels miners que van comparèixer als tribunals. A Còrsega, com a integrant del SPF, el 1950 va visitar 400 personalitats antifranquistes que hi van ser col·locades en residència forçada. En aquella època, va ser un dels fundadors, dirigents i portaveu del Comitè d'Informació i Solidaritat d'Espanya. Durant dos anys de campanya va lluitar per l'alliberament del grup Manouchian, liderat pel comunista Missak Manouchian i representat al Cartell roig (Affiche rouge).
Durant les guerres d'Indoxina i d'Algèria, davant els tribunals militars francesos, inclosos els asseguts a Alemanya, va defensar la súplica dels reclutes que es van negar a anar a la guerra. Durant la guerra del Vietnam va codirigir campanyes de solidaritat amb aquest país. Vinculat als qui van lluitar clandestinament contra Benito Mussolini, va tenir molts amics a Itàlia i, el 1963, arran del desastre de la presa del Vajont, va portar la solidaritat del SPF als habitants de Longarone i els seus voltants.

## Activitats culturals
Brandon va ser un dels organitzadors del Museu de la Resistència Nacional de Champigny-sur-Marne. També va escriure dues novel·les i un llibre de memòries: Le sang et le ciment (éditions du Pavillon, París, 1965); Le rendez-vous de Capri (París, 1979); i Coulisses de la Résistance (éditions L'Harmattan, París, 1994).

## Honors
El 31 de març de 1947 va rebre l'Orde de l'Alliberament. També va ser condecorat amb la Medalla de la Resistència i la Creu de Guerra 1939-1945. El polític Vincent Auriol li va atorgar la insígnia de Cavaller de la Legió d'Honor com a «organitzador notable i incansable», «no deixar de dedicar-se totalment al moviment de Resistència interna» donant «als seus companys l'exemple de valentia i dedicació».